# Vicente Izquierdo Sanfuentes
Vicente Izquierdo Sanfuentes (Santiago, 19 de diciembre de 1850-ibíd., 26 de julio de 1926) fue un médico y político chileno.

## Familia y juventud
Nació en 1850, hijo de Vicente Izquierdo Urmeneta —quien fue diputado en varios periodos— y Ana Sanfuentes Torres.
Estudió en el Instituto Nacional. En 1872, por complacer a su madre, estudió Derecho; pero su vocación era otra, y siguió la carrera de medicina.
Se casó con Sara Phillips Huneeus y tuvieron seis hijos; en segundo matrimonio, con María Phillips Huneeus, tuvieron dos hijos.

## Carrera profesional
Estudió medicina en la Universidad de Leipzig, Alemania, titulándose el 5 de marzo de 1875. A fines de 1877 pasó a la Universidad de Estrasburgo, donde se graduó en Histología, Entomología y Anatomía Microscópica. Allí fue investigador en el laboratorio del famoso patólogo Heinrich Wilhelm Gottfried Waldeyer.
Posteriormente, siguió un curso de enfermedades de los ojos y otro de patología en la Universidad de Viena. Se doctoró en cum laude en Medicina con su tesis «Contribución al conocimiento de las terminaciones de nervios sensitivos». Revalidó su título de médico cirujano obtenido en Leipzig, en la Universidad de Chile, el 26 de diciembre de 1879.
Ejerció su profesión en el Hospital San Vicente de Paul, desde el 7 de mayo de 1884 a 1924. Paralelamente fue vocal del Protomedicato entre los años 1890 y 1895; presidente de la Junta Central de Vacuna desde 1888 a 1907; presidente del Comité Nacional Chileno contra el Cáncer, en junio de 1911; y miembro del Consejo Superior de Beneficencia Pública en 1917.
Siguió también la carrera académica, siendo profesor de Histología y Entomología en la Universidad de Chile, desde 1883 a 1913, y profesor de Histología en la sección universitaria del Instituto Nacional, el 19 de mayo de 1891. Ejerció como decano de la Facultad de Medicina de la Universidad de Chile, desde el 21 de noviembre de 1909 al 7 de agosto de 1917. También fue miembro del Consejo de Instrucción Pública y representante al Congreso Internacional Médico de Londres, en 1887.
Fundó la Escuela Médica Chilena, junto a Manuel Barros Borgoño, Máximo Cienfuegos y Elisa Puelma Tupper. Comenzó dictando clases de Histología, en la que cosechó los mayores triunfos magistrales, sin contar con los elementos ni personal idóneo. Sus explicaciones eran claras y sencillas. Debido a la gran cantidad de investigación, lectura y uso del microscopio durante su carrera, tuvo problemas en su retina y casi pierde la visión completamente.

## Carrera política
Fue militante del Partido Liberal. Ejerció como diputado propietario por Santiago para el período 1885 a 1888; durante su estadía en el parlamento se preocupó de los problemas sanitarios y educacionales.